# Дарко Томовић
Дарко Томовић (Београд, 5. новембар 1963) српски је глумац.

## Биографија
Дарко Томовић рођен је 1963. године у Београду. Уписује археологију на Филозофском факултету у Београду али га љубав ка режији одводи на Факултет драмских уметности. Ипак, у последњем тренутку одлучује се за глуму и дипломира 1989. године у класи професора Владимира Јевтовића заједно са Весном Тривалић, Мирјаном Јоковић, Срђаном Тодоровићем, Милорадом Мандићем, Слободаном Нинковићем, Драганом Петровићем, Дудом Стојановић, Тањом Венчеловски, Весном Станојевић, Бранком Пујић и Драганом Бјелогрлићем. Та класа сматра се најуспешнијом класом Факултета драмских уметности. Убрзо након завршеног факултета Дарко Томовић постаје стални члан Народног позоришта у Београду, 1992. године. Поред низа упечатљивих улога које остварује у свом матичном позоришту упоредо се појављује и на телевизији и на филму. Свој препознатљив глас даје неким од најпопуларнијих цртаних јунака. Живи и ради у Београду. Ожењен је и има ћерку Лану.

## Улоге
| Год.       | Назив                                  | Улога                       |
| ---------- | -------------------------------------- | --------------------------- |
| 1980-е     |                                        |                             |
| 1988.      | Вук Караџић                            | Никола I Петровић           |
| 1989.      | Сазвежђе белог дуда                    |                             |
| 1990-е     |                                        |                             |
| 1990-1991. | Бољи живот 2                           | Ђукан Вукотић               |
| 1992.      | Коју игру играш (ТВ)                   |                             |
| 1992.      | Црни бомбардер                         | Тип                         |
| 1993.      | Електра                                |                             |
| 1996.      | Лепа села лепо горе                    | сниматељ                    |
| 1998.      | Повратак лопова                        | Мики                        |
| 1998.      | Три палме за две битанге и рибицу      | Роман                       |
| 1999.      | Нек буде што буде                      |                             |
| 2000-е     |                                        |                             |
| 2000.      | Рат уживо                              | Доктор                      |
| 2001.      | Моја породица, приватизација и ја      | Отац Миљан                  |
| 2003.      | Казнени простор 2                      | Марко                       |
| 2004.      | Улични ходач                           |                             |
| 2005.      | Потера за срећ(к)ом                    | Ђоле                        |
| 2007.      | Позориште у кући                       | Олгин шеф                   |
| 2007.      | Тегла пуна ваздуха                     | Ранко                       |
| 2008.      | Заустави време                         |                             |
| 2007-2008. | Вратиће се роде                        | Столовић                    |
| 2009.      | Заувијек млад (ТВ серија)              | Кадрић                      |
| 2010-е     |                                        |                             |
| 2010.      | Златно теле (ТВ филм)                  | Адам                        |
| 2010.      | Монтевидео, Бог те видео!              | Данило Стојановић           |
| 2011.      | Наша мала клиника                      | редитељ                     |
| 2012.      | Монтевидео, Бог те видео! (ТВ серија)  | Данило Стојановић           |
| 2012.      | Војна академија (ТВ серија)            | инспектор Јовић             |
| 2012.      | Монтевидео, Бог те видео!: прича друга | Данило Стојановић           |
| 2018.      | Конак код Хилмије                      | Португалац                  |
| 2019.      | Државни службеник (ТВ серија)          | Караџић                     |
| 2019.      | Жигосани у рекету                      | Професор Никола             |
| 2019.      | Моја генерација Z                      | Милутин                     |
| 2020—2024. | Игра судбине                           | Тихомир Бунчић - Тића Лењин |